# Ute Maier

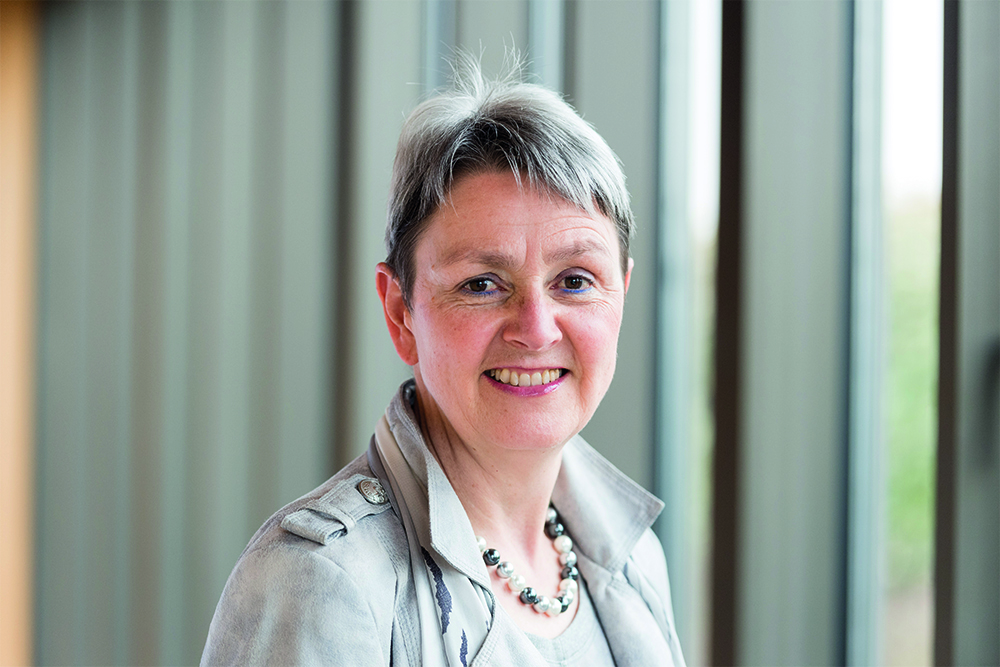
Ute Maier, 2017

Ute Maier (* 14. Dezember 1959) ist eine deutsche Zahnärztin und seit dem 22. Juni 2023 stellvertretende Vorsitzende des Vorstandes der Kassenzahnärztlichen Bundesvereinigung (KZBV). Ute Maier legt ihr Amt zum 30. September 2025 auf eigenen Wunsch nieder.

## Leben
Ute Maier studierte von 1979 bis 1984 Zahnmedizin in Marburg und Tübingen. Nach ihrer Approbation 1984 war sie Ausbildungsassistentin in Nagold, promovierte 1986 zur Dr. med. dent. und arbeitete von 1986 bis 1989 als wissenschaftliche Angestellte im Tübinger Zentrum für Zahn-, Mund- und Kieferheilkunde. 1989 ließ sie sich in Tübingen als Zahnärztin nieder (bis 2014). Ute Maier ist verheiratet.
Neben ihrer Arbeit als niedergelassene Zahnärztin engagierte sie sich in der Berufspolitik und übte dort zahlreiche Tätigkeiten aus. So war sie u. a. von 1986 bis 2000 Gerichts- und Privat-Gutachterin sowie Mitglied der Gutachterkommission für Fragen zahnärztlicher Haftung der Bezirkszahnärztekammer Tübingen. Von 2001 bis 2004 vertrat sie die  Kassenzahnärztlichen Vereinigung Tübingen als deren Vorsitzende des Vorstandes, von 2008 bis 2022 hatte sie das Amt der Vorsitzenden des Vorstandes der Kassenzahnärztlichen Vereinigung Baden-Württemberg inne. Von 2001 bis 2022 war sie Mitglied in der Vertreterversammlung der Kassenzahnärztlichen Bundesvereinigung, dem höchsten Entscheidungsgremium der deutschen Zahnärzteschaft.

## Aufgaben
Die Geschäftsordnung der Kassenzahnärztlichen Bundesvereinigung verteilt die Ressorts auf die drei Vorstandsmitglieder. Ute Maier verantwortet die Aufgabenbereiche Vertragsinformatik, Qualitätsförderung und Leitlinien. Sie nimmt für die Kassenzahnärztlichen Bundesvereinigung außerdem den Sitz im Stiftungsrat des Instituts für Qualitätssicherung und Transparenz im Gesundheitswesen  (IQTIG) wahr und ist Mitglied im Kuratorium des Instituts für Qualität und Wirtschaftlichkeit im Gesundheitswesen  (IQWIG).